# MacOS Tahoe
macOS Tahoe (versión 26) es la próxima vigésima segunda versión principal del sistema operativo macOS de Apple. Sucesor de macOS Sequoia (macOS 15), fue anunciado por primera vez en la WWDC 2025 el 9 de junio de 2025, con su primera beta para desarrolladores lanzada el mismo día. Siguiendo la práctica de Apple de nombrar las versiones de macOS con lugares emblemáticos de California, recibe su nombre del Tahoe, un lago que se extiende entre California y Nevada.
Tahoe será la última versión de macOS compatible con Macs con procesadores Intel, limitándose el soporte a modelos seleccionados de iMac, MacBook Pro y Mac Pro; todas las versiones futuras solo admitirán Apple Silicon.

## Desarrollo
macOS Tahoe fue anunciado por el vicepresidente senior (SVP) de ingeniería de software de Apple, Craig Federighi, en la Worldwide Developers Conference (WWDC) el 9 de junio de 2025. La primera beta para desarrolladores se lanzó el mismo día.
Durante la WWDC, Apple anunció que los números de versión de sus sistemas operativos ahora estarían unificados y basados en el año siguiente al de su lanzamiento (similar a los años modelo de los vehículos), avanzando todos a la versión 26 (ej. iOS 26). Federighi declaró que macOS seguirá comercializándose principalmente usando su nombre de lanzamiento (en este caso, "Tahoe"), ya que consideró que macOS "exige más" que solo un número de versión.

## Características
macOS Tahoe introduce varias características nuevas y mejoras, centradas principalmente en la interfaz de usuario:
- La interfaz ha sido completamente rediseñada por primera vez desde macOS Big Sur para usar Liquid Glass, reemplazando Aqua, haciéndola más consistente con otras plataformas de Apple. La barra de menú ahora es completamente transparente (aunque si lo deseas puedes volver al modelo clásico, es decir, una barra de menú opaca). El cursor ha sido rediseñado con una apariencia más redondeada. Los iconos de las apps se han unificado con iOS e iPadOS, y pueden tener variantes oscuras y tintadas como se introdujo en iOS 18/iPadOS 18, además de una nueva variante transparente.
- Algunos efectos de sonido del sistema han sido refinados.
- Los iconos de carpeta ahora pueden tener colores personalizados, emblemas y emojis, y también pueden adaptarse al color de acento.
- Spotlight Search ha sido rediseñado e incorpora acciones rápidas, accesos directos "quick-key", búsqueda en la barra de menú e integración con Apple Intelligence.
- Muchas funciones de iOS e iPadOS han llegado al Mac, como Live Activities e indicadores compactos de brillo/volumen.
- Las aplicaciones Phone y Journal ahora están incluidas en macOS. La app Phone usa Continuity para integrarse con el iPhone.
- El Control Center ha sido rediseñado, funcionando ahora como la versión de iOS introducida en iOS 18/iPadOS 18. Los controles deslizantes de volumen, brillo y brillo del teclado han sido rediseñados, abandonando la apariencia introducida en OS X Yosemite.
- El Launchpad, introducido en OS X Lion y prácticamente sin cambios desde entonces, ha sido eliminado y reemplazado por la función Applications, similar al App Library usado en iOS desde iOS 14 e iPadOS desde iPadOS 15. Está integrado en la interfaz de Spotlight. Las apps del iPhone también aparecen en la lista de Applications a través de Continuity y se ejecutan mediante iPhone Mirroring.[6]
- Una app Magnifier, Vehicle Motion Cues, un Accessibility Reader en todo el sistema y soporte para pantallas Braille forman parte de las funciones de accesibilidad ampliadas.
- Terminal añade soporte para color de 24 bits y fuentes Powerline.[7]

### Funciones eliminadas
- Home solo admite la arquitectura rediseñada de Apple Home introducida con iOS 16 y macOS Ventura, eliminando soporte para la arquitectura heredada.[8]

## Hardware compatible
macOS Tahoe es compatible con todas las Mac con Apple silicon y algunas con procesadores Intel Coffee Lake Refresh de 9ª generación, Ice Lake y Comet Lake de 10ª generación, y Xeon-W basados en Cascade Lake, incluyendo:
- MacBook Air (M1, 2020) o posterior
- MacBook Pro (13 pulgadas, M1, 2020) y (13 pulgadas, M2, 2022)
- MacBook Pro (13 pulgadas, 2020, cuatro puertos Thunderbolt 3)
- MacBook Pro (14 pulgadas, 2021) o posterior
- MacBook Pro (16 pulgadas, 2019) o posterior
- Mac Mini (M1, 2020) o posterior
- iMac (2020) o posterior
- Mac Studio (2022) o posterior
- Mac Pro (2019) o posterior

Durante el evento Platforms State of the Union en WWDC 2025, Apple anunció que macOS Tahoe será la última versión compatible con Macs basadas en Intel. Las únicas Mac Intel compatibles con Tahoe son Mac Pro (2019), MacBook Pro (16 pulgadas, 2019), MacBook Pro (13 pulgadas, 2020, cuatro puertos Thunderbolt 3) e iMac (2020); la versión solo admite modelos MacBook Air y Mac Mini con Apple silicon.

## Historial de versiones
|  | Versión anterior |  | Versión actual |  | Versión beta actual |  | Actualización de seguridad |

| Versión     | Build    | Fecha de lanzamiento | Versión Darwin |
| ----------- | -------- | -------------------- | -------------- |
| 26.0 beta 1 | 25A5279m | 9 de junio de 2025   | 25.0.0         |
| 26.0 beta 2 | 25A5295e | 23 de junio de 2025  |                |
| 26.0 beta 3 | 25A5295e | 7 de julio de 2025   |                |